# Успеноюр'євка
Успе́ною́р'євка (Успено-юр'євка; каз. Успеноюрьевка) — село у складі Бурабайського району Акмолинської області Казахстану. Адміністративний центр Успеноюр'євського сільського округу.
Населення — 659 осіб (2021; 912 у 2009, 1153 у 1999, 1460 у 1989).
Національний склад станом на 1989 рік:
- росіяни — 69 %.